# A Família: Proclamação ao Mundo
A Família: Proclamação ao Mundo é uma declaração emitida por A Igreja de Jesus Cristo dos Santos dos Últimos Dias em 1995, que definiu a posição oficial da Igreja sobre a família, os papéis de gênero e sexualidade humana. Foi anunciado pelo presidente da Igreja na época, Gordon B. Hinckley, em todo o mundo durante a Reunião Geral da Sociedade de Socorro em 23 de setembro de 1995.

## História
O documento foi lido na Reunião Geral da Sociedade de Socorro, em 23 de setembro de 1995 pelo Presidente Gordon B. Hinckley, que estava atuando como Presidente de A Igreja de Jesus Cristo dos Santos dos Últimos Dias. Diretamente antes de ler o anúncio, o Presidente Hinckley declarou a principal razão para tal proclamação. 
| “ | Com tanta sofisma que se faz passar como verdade, com tanta decepção em matéria de normas e valores, com tanta sedução e tentação de assumir a mancha lenta do mundo, temos sentido de alertar e advertir. Na prossecução isso nós da Primeira Presidência e o Conselho dos Doze Apóstolos agora emitimos uma proclamação à Igreja e ao mundo como uma declaração e reafirmação dos padrões, doutrinas e práticas em relação à família que os profetas, videntes e reveladores de esta igreja tem afirmado repetidas vezes ao longo de sua história. | ” |

Numerosas cópias da Proclamação foram impressas em vários idiomas. Muitos têm sido moldados para mostrar nos edifícios da Igreja e nas casas de membros da Igreja em todo o mundo, uma prática que continua até hoje, mais de uma década depois.
A Proclamação tinha um significado maior quando foi anunciada pela primeira vez, e foi abordado e discutido várias vezes em Conferências Gerais da Igreja, e em praticamente qualquer outro tipo de reunião que ocorre na Igreja em todo o mundo. Uma reunião de sentinela, onde a Proclamação e questões a respeito dela foram discutidas, ocorreu em 2008 durante o Treinamento Mundial de Liderança de A Igreja de Jesus Cristo dos Santos dos Últimos Dias.

## Impacto na sociedade civil
A Assembleia Legislativa do Estado de São Paulo, Brasil, promulgou a lei n° 13.927, de 07/01/2010 que institui o "Dia da Proclamação ao Mundo para a Família" a ser comemorado anualmente no dia 23 de Setembro, dia em que foi lida pela primeira em vez em 1995 pelo Presidente Gordon B. Hinckley.